# Litteraturåret 2024
Denna artikel sammanställer viktiga litterära händelser under 2024.

## Årets händelser
- 21 mars Världspoesidagen
- 23 april Världsbokdagen

## Priser och utmärkelser
- Litteraturpriset till Astrid Lindgrens minne (ALMA-priset): Indigenous Literacy Foundation.[1]

## Årets böcker

### Skönlitteratur

#### Lyrik
- Där våra floder rinner samman - Nya dikter 2023-2024 av Håkan Sandell.

## Avlidna
- 1 januari – James Herbert Brennan[2]
- 10 januari – Terry Bisson[3]
- 14 januari
  - Lev Rubinstein[4]
  - Howard Waldrop[5]
- 19 juni – Jan Cremer[6]